# Необачний крок Фатті
Необачний крок Фатті (англ. Fatty's Reckless Fling) — американська короткометражна кінокомедія Роско Арбакла 1915 року.

## Сюжет
Фатті вирішив пограти в карти, і це не привело ні до чого хорошого.

## У ролях
- Роско «Товстун» Арбакл — Фатті
- Едгар Кеннеді — сусід
- Мінта Дарфі — дружина сусіда
- Кетерін Гріффіт — дружина Фатті
- Біллі Волш — бармен
- Глен Кавендер — домашній детектив
- Тед Едвардс — гравець
- Френк Гейз — гравець
- Гроувер Лігон — гравець